# 柚庭千景
柚庭 千景（ゆにわ ちかげ、10月7日生）は、日本の漫画家。『月刊Asuka』2004年12月号より連載のあさのあつこ原作『バッテリー』でデビュー。
日本ハムファイターズファン。コーヒーアレルギー。
自身も相当の『バッテリー』ファンを公言しており、取材旅行で立ち寄った豪の実家のモデルとなった病院を背景に「若先生」姿を描いたり（コミックス1巻）、「豪は当初イガ栗坊主でころころしていたが『Asuka』的にNGだったので変更した（コミックス3巻あとがき）」、「どきどきしながら学ランを描いている」など、コメントを残している。
ペンネームである「柚庭」の音は古典から（弓庭もしくは斎場か?）、漢字は自宅の裏が柚畑であったことから、「千景」は本名になっていたかもしれない名前であったと『Asuka』誌上のインタビューで述べている。
「バッテリー」コミック6巻のあとがきで、青波のモデルは俳優の「K木R之介」（神木隆之介）と答えている。

## 作品リスト
- バッテリー（あすかコミックス）
  - 第1巻　2005年3月17日発売　ISBN 4049249995
  - 第2巻　2005年10月17日発売　ISBN 4049250136
  - 第3巻　2006年3月17日発売　ISBN 4049250233
  - 第4巻　2006年9月16日発売　ISBN 4049250330
  - 第5巻　2007年2月17日発売　ISBN 9784049250404
  - 第6巻　2007年8月10日発売　ISBN 9784049250480
  - 第7巻　2008年4月17日発売　ISBN 9784049250589
  - 第8巻　2010年9月24日発売　ISBN 9784049250732
- 新装版バッテリー（角川コミックス）
  - 第1巻　2016年3月24日発売　ISBN 9784041040737
  - 第2巻　2016年3月24日発売　ISBN 9784041040744
  - 第3巻　2016年3月24日発売　ISBN 9784041040751
  - 第4巻　2016年4月26日発売　ISBN 9784041040768
  - 第5巻　2016年4月26日発売　ISBN 9784041040775
  - 第6巻　2016年5月26日発売　ISBN 9784041040782
  - 第7巻　2016年5月26日発売　ISBN 9784041040799
  - 第8巻　2016年6月25日発売　ISBN 9784041040805
  - 第9巻　2016年7月26日発売　ISBN 9784041040812
  - 第10巻　2023年2月22日発売　ISBN 9784041132821
- BATTERY SCORE BOARD（角川書店）ISBN 9784048540742

### イラスト
- あの空はキミの中 ~Play ball, never cry!~（著者:舞原沙音、ポプラ社、ノベルズ・エクスプレス）2019年6月13日発売　ISBN 9784591163016